# Cerococcus laniger
Cerococcus laniger är en insektsart som beskrevs av Goux 1932. Cerococcus laniger ingår i släktet Cerococcus och familjen Cerococcidae. Inga underarter finns listade i Catalogue of Life.